# Sint-Truidense VV (vrouwen) in het seizoen 2012/13
Sint-Truiden kwam in het seizoen 2012-13 uit in de Women's BeNe League. In het voorgaande seizoen eindigde Sint-Truiden op de vierde plek in Eerste Klasse, op dat moment de hoogste nationale afdeling. Sint-Truiden was een van de acht Belgische stichtende leden van de Women's BeNe League, die in 2012-13 zijn openingsseizoen kende.

## Overzicht
Sint-Truiden startte goed aan de nieuwe competitie door op de openingsspeeldag thuis met 3-2 te winnen van RSC Anderlecht. Het was meteen de start van een mooie reeks, want ook de volgende drie wedstrijden werden gewonnen. Op speeldag 5 volgde een logische 0-2-nederlaag tegen Standard Luik, de club die al jaren het Belgische vrouwenvoetbal domineert. Het was de start van een slechte reeks van vier wedstrijden zonder overwinning. Desalniettemin bleef STVV zijn plek in de top vier van het klassement behouden, een plek die recht geeft op deelname aan de BeNe League A in het voorjaar van 2013. Op 10 november werd er weer aangeknoopt met een overwinning tegen SV Zulte Waregem, en ook op de volgende speeldag werd er gewonnen, met 4-0 tegen Oud-Heverlee Leuven. In en tegen Anderlecht kon nog net een punt in de wacht gesleept worden. Maar daarna ging het mis met de Truienaren. De cruciale thuiswedstrijd tegen SK Lierse werd met 0-1 verloren, en ook in en tegen Standard Luik konden geen punten gesprokkeld worden. Zo naderde Beerschot AD tot op twee punten, met nog één speeldag voor de boeg. Toch leek Sint-Truiden zijn plaats in de BeNe League A binnen te hebben, aangezien Beerschot AD op bezoek moest bij Standard, dat nog geen enkel punt verloren had. Toch gebeurde het onwaarschijnlijke: Beerschot AD won in Luik, en Sint-Truiden verloor in Brugge met 4-3. Zo strandde STVV op de onfortuinlijke vijfde plaats, op slechts één punt van kwalificatie voor de A-groep.
In de Bene League B kon Sint-Truiden nooit aanspraak maken op de eerste plaats. De Nederlandse ploegen bleken te sterk. Vooral de 1-7-nederlaag tegen FC Utrecht was een kaakslag voor de ploeg. Door de laatste wedstrijd te verliezen, eindigde STVV op de zesde plaats. In de Beker van België strandde STVV in de kwartfinales.

## Ploegsamenstelling
| Nr. | Naam                 | Positie      | Nationaliteit | Geboortedatum    |
| --- | -------------------- | ------------ | ------------- | ---------------- |
| 1   | Sabrina Broos        | Doelvrouw    | België        | 28 mei 1985      |
| 2   | Femke Houben         | Verdediger   | België        | 23 januari 1992  |
| 3   | Lore Vanschoenwinkel | Verdediger   | België        | 7 april 1991     |
| 4   | Heleen Jaques        | Verdediger   | België        | 24 april 1988    |
| 5   | Gitte Vanwesenbeeck  | Middenvelder | België        | 15 februari 1990 |
| 6   | Marlies Verbruggen   | Middenvelder | België        | 8 januari 1988   |
| 7   | Charlotte Cranshoff  | Middenvelder | België        | 21 december 1990 |
| 8   | Heidi Wijnants       | Aanvaller    | België        | 16 mei 1985      |
| 9   | Anne Stulens         | Middenvelder | België        | 6 februari 1995  |
| 10  | Inge Heiremans       | Aanvaller    | België        | 9 juni 1981      |
| 11  | Dorien Guilliams     | Aanvaller    | België        | 3 februari 1987  |
| 12  | Kimberly Verbist     | Middenvelder | België        | 20 juli 1993     |
| 13  | Esther Oversteyns    | Aanvaller    | België        | 31 juli 1993     |
| 14  | Elke Meers           | Aanvaller    | België        | 9 februari 1986  |
| 15  | Kristien Elsen       | Aanvaller    | België        | 5 september 1988 |
| 16  | Femke Jonckers       | Verdediger   | België        | 28 juli 1989     |
| 17  | Elien Bolkaerts      | Aanvaller    | België        | 16 februari 1990 |
| 18  | Eleen Kimps          | Middenvelder | België        | 7 februari 1991  |
| 19  | An Wijnants          | Doelvrouw    | België        | 19 oktober 1986  |
| 20  | Eline Peerenbooms    | Verdediger   | België        | 4 februari 1994  |
| 21  | Annelies Menten      | Middenvelder | België        | 3 juli 1991      |
| 22  | Nathalie Weytjens    | Verdediger   | België        | 2 februari 1989  |
| 23  | Shana De Keyser      | Aanvaller    | België        | 17 april 1992    |
| 24  | Lien Haverals        | Middenvelder | België        | 29 maart 1991    |
| 25  | Silke Leynen         | Aanvaller    | België        | 6 april 1995     |

### Trainersstaf
- Fons Moons (hoofdcoach)
- Kurt Aerts (hulptrainer)

## BeNe League

### BeNe League Red

#### Wedstrijden
| | |       |                                                                                          | |
| Zaterdag 25 augustus 2012, 15:00 uur | Sint-Truiden | 3 - 2 | RSC Anderlecht                                                                           | |
| Stayen, Sint-Truiden Scheidsrechter: Walter Gijsen Speeldag 1 BeNe League Red 2012-13 | Inge Heiremans 26' Inge Heiremans 32' Elke Meers 39' Kimberly Verbist 73' Marlies Verbruggen 86'                                     |       | 9' Justine Vanhaevermaet 29' Meagan McLoughlin 56' Annelies Van Loock 72' Tessa Wullaert | Opstelling Sint-Truiden: An Wijnants, Kimberly Verbist, Lore Vanschoenwinkel, Nathalie Weytjens, Inge Heiremans, Kristien Elsen, Marlies Verbruggen, Charlotte Cranshoff, Eleen Kimps, Lien Haverals, Elke Meers Wissels Sint-Truiden: 59' Marlies Verbruggen Annelies Menten 59' Charlotte Cranshoff Silke Leynen 71' Kristien Elsen Esther Oversteyns |
| | |       |                                                                                          | |
| Zaterdag 1 september 2012, 16:00 uur | Beerschot AD | 0 - 1 | Sint-Truiden                                                                             | |
| Oefencomplex Kontich FC, Kontich Scheidsrechter: Hannelore Onsea Speeldag 2 BeNe League Red 2012-13 | Riana Nainggolan 39' |       | 36' Kristien Elsen 54' Nathalie Weytjens                                                 | Opstelling Sint-Truiden: An Wijnants, Kimberly Verbist, Lore Vanschoenwinkel, Nathalie Weytjens, Inge Heiremans, Kristien Elsen, Marlies Verbruggen, Charlotte Cranshoff, Eleen Kimps, Lien Haverals, Elke Meers Wissels Sint-Truiden: 59' Charlotte Cranshoff Silke Leynen 76' Kimberly Verbist Annelies Menten                                        |
| | |       |                                                                                          | |
| Zaterdag 8 september 2012, 17:00 uur | Sint-Truiden | 6 - 0 | SV Zulte Waregem                                                                         | |
| Stayen, Sint-Truiden Scheidsrechter: Virginie Derouaux Speeldag 3 BeNe League Red 2012-13 | Silke Leynen 28' Nathalie Weytjens 32' Inge Heiremans 56' Esther Oversteyns 66' Elke Meers 75' Kristien Elsen 82' Kristien Elsen 87' |       |                                                                                          | Opstelling Sint-Truiden: An Wijnants, Kimberly Verbist, Lore Vanschoenwinkel, Nathalie Weytjens, Inge Heiremans, Kristien Elsen, Marlies Verbruggen, Eleen Kimps, Lien Haverals, Elke Meers, Silke Leynen Wissels Sint-Truiden: 43' Nathalie Weytjens Annelies Menten rust Silke Leynen Esther Oversteyns 67' Kimberly Verbist Dorien Guilliams         |
| | |       |                                                                                          | |
| Zaterdag 22 september 2012, 15:00 uur | Oud-Heverlee Leuven | 1 - 3 | Sint-Truiden                                                                             | |
| Den Dreef, Leuven Scheidsrechter: Tirso Boon Speeldag 4 BeNe League Red 2012-13 | Charlotte Taelemans 15' |       | 7' Inge Heiremans 29' Kimberly Verbist 43' Lien Haverals 73' Kristien Elsen              | Opstelling Sint-Truiden: An Wijnants, Kimberly Verbist, Lore Vanschoenwinkel, Nathalie Weytjens, Inge Heiremans, Kristien Elsen, Marlies Verbruggen, Eleen Kimps, Lien Haverals, Elke Meers, Esther Oversteyns Wissels Sint-Truiden: 25' Inge Heiremans Dorien Guilliams 60' Esther Oversteyns Silke Leynen 75' Kimberly Verbist Annelies Menten        |
| | |       |                                                                                          | |
| Zaterdag 29 september 2012, 17:00 uur | Sint-Truiden | 0 - 2 | Standard Luik                                                                            | |
| Stayen, Sint-Truiden Scheidsrechter: Tibaut Mary Speeldag 5 BeNe League Red 2012-13 | Nathalie Weytjens (own) 41' Annelies Menten 70'                                                                                      |       | 11' Davina Philtjens                                                                     | Opstelling Sint-Truiden: An Wijnants, Kimberly Verbist, Lore Vanschoenwinkel, Nathalie Weytjens, Kristien Elsen, Marlies Verbruggen, Eleen Kimps, Lien Haverals, Elke Meers, Esther Oversteyns, Silke Leynen Wissels Sint-Truiden: rust Kimberly Verbist Annelies Menten rust Esther Oversteyns Dorien Guilliams 63' Silke Leynen Anne Stulens          |
| | |       |                                                                                          | |
| Zaterdag 6 oktober 2012, 17:30 uur | SK Lierse | 1 - 1 | Sint-Truiden                                                                             | |
| Herman Vanderpoortenstadion, Lier Scheidsrechter: Lawrence Visser Speeldag 6 BeNe League Red 2012-13 | Yana Daniels 34' |       | 61' Esther Oversteyns                                                                    | Opstelling Sint-Truiden: An Wijnants, Kimberly Verbist, Lore Vanschoenwinkel, Nathalie Weytjens, Dorien Guilliams, Kristien Elsen, Marlies Verbruggen, Eleen Kimps, Lien Haverals, Elke Meers, Silke Leynen Wissels Sint-Truiden: 16' Kimberly Verbist Annelies Menten 60' Silke Leynen Esther Oversteyns 76' Dorien Guilliams Anne Stulens             |
| | |       |                                                                                          | |
| Zaterdag 13 oktober 2012, 17:00 uur | Sint-Truiden | 0 - 2 | Club Brugge                                                                              | |
| Stayen, Sint-Truiden Scheidsrechter: Virginie Derouaux Speeldag 7 BeNe League Red 2012-13 | |       | 28' (pen.) Jasmine Vanysacker 45' Nicky Van Den Abbeele 57' Elien Van Wynendaele         | Opstelling Sint-Truiden: An Wijnants, Lore Vanschoenwinkel, Nathalie Weytjens, Kristien Elsen, Marlies Verbruggen, Eleen Kimps, Lien Haverals, Annelies Menten, Elke Meers, Esther Oversteyns, Silke Leynen Wissels Sint-Truiden: rust Silke Leynen Dorien Guilliams rust Annelies Menten Anne Stulens                                                  |
| | |       |                                                                                          | |
| Zaterdag 3 november 2012, 14:30 uur | Sint-Truiden | 1 - 2 | Beerschot AD                                                                             | |
| Stayen, Sint-Truiden Scheidsrechter: Charles Boeur Speeldag 8 BeNe League Red 2012-13 | Elke Meers 50' |       | 25' Marthe Van de Wouw 33' Thais Oosters 53' Riana Nainggolan                            | Opstelling Sint-Truiden: An Wijnants, Lore Vanschoenwinkel, Nathalie Weytjens, Kristien Elsen, Marlies Verbruggen, Charlotte Cranshoff, Eleen Kimps, Lien Haverals, Annelies Menten, Elke Meers, Silke Leynen Wissels Sint-Truiden: rust Charlotte Cranshoff Dorien Guilliams rust Silke Leynen Esther Oversteyns 78' Annelies Menten Anne Stulens      |
| | |       |                                                                                          | |
| Zaterdag 10 november 2012, 14:30 uur | SV Zulte Waregem | 1 - 2 | Sint-Truiden                                                                             | |
| Gemeentelijk Sportstadion, Zulte Scheidsrechter: Jens Standaert Speeldag 9 BeNe League Red 2012-13 | Kelly Decubber 40' Eva Van Daele 71'                                                                                                 |       | 45' Silke Leynen 70' Dorien Guilliams                                                    | Opstelling Sint-Truiden: An Wijnants, Lore Vanschoenwinkel, Nathalie Weytjens, Kristien Elsen, Marlies Verbruggen, Eleen Kimps, Lien Haverals, Annelies Menten, Elke Meers, Esther Oversteyns, Silke Leynen Wissels Sint-Truiden: 65' Esther Oversteyns Dorien Guilliams 84' Eleen Kimps Anne Stulens                                                   |
| | |       |                                                                                          | |
| Zaterdag 17 november 2012, 14:30 uur | Sint-Truiden | 4 - 0 | Oud-Heverlee Leuven                                                                      | |
| Stayen, Sint-Truiden Scheidsrechter: Kevin Alexis Speeldag 10 BeNe League Red 2012-13 | Elke Meers (pen.) 24' Kristien Elsen 50' Elke Meers 55' Kristien Elsen 56'                                                           |       | 33' Ellen Charlier                                                                       | Opstelling Sint-Truiden: An Wijnants, Lore Vanschoenwinkel, Nathalie Weytjens, Kristien Elsen, Marlies Verbruggen, Eleen Kimps, Lien Haverals, Annelies Menten, Elke Meers, Esther Oversteyns, Silke Leynen Wissels Sint-Truiden: 61' Annelies Menten Anne Stulens 71' Elke Meers Dorien Guilliams                                                      |
| | |       |                                                                                          | |
| Zaterdag 24 november 2012, 15:00 uur | RSC Anderlecht | 1 - 1 | Sint-Truiden                                                                             | |
| Nationaal Oefencomplex, Tubeke Scheidsrechter: Kristof Mollu Speeldag 11 BeNe League Red 2012-13 | Anaelle Wiard 32' Laura Deloose 56'                                                                                                  |       | 79' Kristien Elsen 80' Eleen Kimps 84' Annelies Menten                                   | Opstelling Sint-Truiden: An Wijnants, Lore Vanschoenwinkel, Nathalie Weytjens, Kristien Elsen, Marlies Verbruggen, Eleen Kimps, Lien Haverals, Annelies Menten, Elke Meers, Esther Oversteyns, Silke Leynen Wissels Sint-Truiden: 27' Annelies Menten Anne Stulens rust Silke Leynen Charlotte Cranshoff rust Esther Oversteyns Dorien Guilliams        |
| | |       |                                                                                          | |
| Dinsdag 18 december 2012, 19:30 uur | Standard Luik | 2 - 0 | Sint-Truiden                                                                             | |
| Oefencomplex Standard Luik, Luik Scheidsrechter: Gerlof Gils Speeldag 12 BeNe League Red 2012-13 Opmerking: deze wedstrijd stond gepland op zaterdag 8 december 2012, maar werd uitgesteld door de slechte weersomstandigheden. | Julie Biesmans 70' Lola Wajnblum 72'                                                                                                 |       |                                                                                          | Opstelling Sint-Truiden: An Wijnants, Lore Vanschoenwinkel, Nathalie Weytjens, Kristien Elsen, Marlies Verbruggen, Eleen Kimps, Lien Haverals, Annelies Menten, Elke Meers, Esther Oversteyns, Silke Leynen Wissels Sint-Truiden: 48' Annelies Menten Anne Stulens 65' Silke Leynen Charlotte Cranshoff 82' Esther Oversteyns Dorien Guilliams          |
| | |       |                                                                                          | |
| Zaterdag 15 december 2012, 14:30 uur | Sint-Truiden | 0 - 1 | SK Lierse                                                                                | |
| Stayen, Sint-Truiden Scheidsrechter: Gilles Van Emelen Speeldag 13 BeNe League Red 2012-13 | |       | 80' Lotte Aertsen 87' Lenie Onzia                                                        | Opstelling Sint-Truiden: An Wijnants, Lore Vanschoenwinkel, Nathalie Weytjens, Kristien Elsen, Marlies Verbruggen, Eleen Kimps, Lien Haverals, Annelies Menten, Elke Meers, Inge Heiremans, Charlotte Cranshoff Wissels Sint-Truiden: rust Charlotte Cranshoff Silke Leynen 65' Annelies Menten Kimberly Verbist 73' Inge Heiremans Esther Oversteyns   |
| | |       |                                                                                          | |
| Zaterdag 22 december 2012, 14:00 uur | Club Brugge | 4 - 3 | Sint-Truiden                                                                             | |
| Gemeentelijk Sportcentrum, Aalter Scheidsrechter: Ken Braem Speeldag 14 BeNe League Red 2012-13 | Evy De Smedt 8' Nina Vindevoghel 20' Elien Van Wyndendaele 66' Lore Dezeure 86' Yana Haesebroeck 90'                                 |       | 41' Elke Meers 43' Elke Meers 87' (pen.) Elke Meers                                      | Opstelling Sint-Truiden: An Wijnants, Lore Vanschoenwinkel, Nathalie Weytjens, Kristien Elsen, Marlies Verbruggen, Eleen Kimps, Lien Haverals, Annelies Menten, Elke Meers, Inge Heiremans, Charlotte Cranshoff Wissels Sint-Truiden: 63' Charlotte Cranshoff Silke Leynen 75' Annelies Menten Kimberly Verbist 75' Inge Heiremans Esther Oversteyns    |

#### Resultaten per speeldag
| Speeldag  | 1 | 2 | 3 | 4  | 5  | 6  | 7  | 8  | 9  | 10 | 11 | 12 | 13 | 14 |
| --------- | - | - | - | -- | -- | -- | -- | -- | -- | -- | -- | -- | -- | -- |
| Resultaat | w | w | w | w  | v  | g  | v  | v  | w  | w  | g  | v  | v  | v  |
| Punten    | 3 | 6 | 9 | 12 | 12 | 13 | 13 | 13 | 16 | 19 | 20 | 20 | 20 | 20 |
| Positie   | 2 | 2 | 2 | 2  | 2  | 2  | 3  | 3  | 3  | 2  | 2  | 4  | 2  | 5  |

#### Eindstand
| Pl. | Club                | Gesp. | W  | V  | G | GV | GT | Ptn. | Kwalificatie of degradatie |
| --- | ------------------- | ----- | -- | -- | - | -- | -- | ---- | -------------------------- |
| 1   | Standard Luik       | 14    | 13 | 1  | 0 | 40 | 6  | 39   | BeNe League A              |
| 2   | RSC Anderlecht      | 14    | 8  | 5  | 1 | 43 | 22 | 25   | BeNe League A              |
| 3   | SK Lierse           | 14    | 7  | 5  | 2 | 26 | 14 | 23   | BeNe League A              |
| 4   | Beerschot AD        | 14    | 6  | 5  | 3 | 21 | 17 | 21   | BeNe League A              |
| 5   | Sint-Truiden        | 14    | 6  | 6  | 2 | 25 | 19 | 20   | BeNe League B              |
| 6   | Club Brugge         | 14    | 5  | 6  | 3 | 23 | 35 | 18   | BeNe League B              |
| 7   | Oud-Heverlee Leuven | 14    | 4  | 9  | 1 | 10 | 34 | 13   | BeNe League B              |
| 8   | SV Zulte Waregem    | 14    | 1  | 13 | 0 | 11 | 53 | 3    | BeNe League B              |

### BeNe League B

#### Wedstrijden
| | |       | | |
| Dinsdag 19 februari 2013, 19:30 uur | SC Heerenveen                                                                                                 | 3 - 4 | Sint-Truiden | |
| Sportcomplex Nieuwehorne, Heerenveen Scheidsrechter: Jeroen Vredevoogd Speeldag 1 BeNe League B 2012-13 Opmerking: deze wedstrijd stond gepland op vrijdag 25 januari 2013, maar werd uitgesteld door de slechte weersomstandigheden. | Charissa Burgwal (own) 1' Vivianne Miedema 9' Cynthia Beekhuis 20' Vivianne Miedema 52'                       |       | 23' Elke Meers 55' Kristien Elsen 63' Annelies Menten 90' Charlotte Cranshoff                                                                                           | Opstelling Sint-Truiden: An Wijnants, Kimberly Verbist, Nathalie Weytjens, Annelies Menten, Charlotte Cranshoff, Dorien Guilliams, Kristien Elsen, Eleen Kimps, Lien Haverals, Elke Meers Wissels Sint-Truiden: 71' Dorien Guilliams Anne Stulens |
| | |       | | |
| Zaterdag 2 februari 2013, 17:00 uur | Sint-Truiden                                                                                                  | 1 - 3 | SC Telstar | |
| Stayen, Sint-Truiden Scheidsrechter: Maarten Vannoppen Speeldag 2 BeNe League B 2012-13 | Kristien Elsen 82'                                                                                            |       | 15' Loïs Oudemast 22' Stefanie van der Gragt 76' Dominique Vugts | Opstelling Sint-Truiden: An Wijnants, Lore Vanschoenwinkel, Nathalie Weytjens, Annelies Menten, Inge Heiremans, Kristien Elsen, Eleen Kimps, Lien Haverals, Marlies Verbruggen, Silke Leynen, Elke Meers Wissels Sint-Truiden: rust Silke Leynen Charlotte Cranshoff 60' Inge Heiremans Kimberly Verbist 75' Annelies Menten Dorien Guilliams            |
| | |       | | |
| Zaterdag 23 februari 2013, 15:00 uur | SV Zulte Waregem                                                                                              | 0 - 5 | Sint-Truiden | |
| Gemeentelijk Sportstadion, Zulte Scheidsrechter: Jens Vansteelandt Speeldag 3 BeNe League B 2012-13 | Pauline Crammer 60'                                                                                           |       | 3' Charlotte Cranshoff 6' Elke Meers 65' Elke Meers 79' Elke Meers 82' Dorien Guilliams                                                                                 | Opstelling Sint-Truiden: An Wijnants, Kimberly Verbist, Lore Vanschoenwinkel, Nathalie Weytjens, Kristien Elsen, Marlies Verbruggen, Charlotte Cranshoff, Eleen Kimps, Lien Haverals, Annelies Menten Wissels Sint-Truiden: 68' Anne Stulens Kimberly Verbist 75' Charlotte Cranshoff Dorien Guilliams 89' Elke Meers Sabrina Broos                      |
| | |       | | |
| Zaterdag 2 maart 2013, 15:00 uur | Sint-Truiden                                                                                                  | 3 - 1 | Club Brugge | |
| Stayen, Sint-Truiden Scheidsrechter: Nicolas Lamboray Speeldag 4 BeNe League B 2012-13 | Lore Vanschoenwinkel 31' Annelies Menten 62' Anne Stulens 82' Kristien Elsen 89'                              |       | 47' Silke Demeyere | Opstelling Sint-Truiden: An Wijnants, Kimberly Verbist, Lore Vanschoenwinkel, Nathalie Weytjens, Annelies Menten, Dorien Guilliams, Kristien Elsen, Eleen Kimps, Lien Haverals, Marlies Verbruggen, Elke Meers Wissels Sint-Truiden: 60' Kimberly Verbist Anne Stulens 66' Dorien Guilliams Charlotte Cranshoff                                          |
| | |       | | |
| Zaterdag 16 maart 2013, 15:00 uur | Sint-Truiden                                                                                                  | 2 - 3 | PEC Zwolle | |
| Stayen, Sint-Truiden Scheidsrechter: Davy Schroyen Speeldag 5 BeNe League B 2012-13 | Kimberly Verbist 3' Nathalie Weytjens 58' An Wijnants 83' Anne Stulens 89'                                    |       | 31' Marianne van Brummelen 35' Sylvia Smit 44' Judith Frijlink 58' Lydia Borg 64' Judith Frijlink 70' Jolijn Heuvels 89' Marianne van Brummelen 90+1' Lisanne Vermeulen | Opstelling Sint-Truiden: An Wijnants, Kimberly Verbist, Lore Vanschoenwinkel, Nathalie Weytjens, Kristien Elsen, Marlies Verbruggen, Charlotte Cranshoff, Eleen Kimps, Lien Haverals, Annelies Menten, Elke Meers Wissels Sint-Truiden: rust Kimberly Verbist Dorien Guilliams 70' Lien Haverals Anne Stulens 70' Charlotte Cranshoff Esther Oversteyns  |
| | |       | | |
| Vrijdag 22 maart 2013, 19:30 uur | FC Utrecht | 4 - 1 | Sint-Truiden | |
| Sportpark Maarschalkerweerd, Utrecht Scheidsrechter: Fijke Hoogendijk Speeldag 6 BeNe League B 2012-13 | Tessa Oudejans 15' Tessa Oudejans 64' Ane Maguire 77' Kristien Koopmans 89'                                   |       | 35' Elke Meers 88' Annelies Menten | Opstelling Sint-Truiden: Sabrina Broos, Kimberly Verbist, Lore Vanschoenwinkel, Nathalie Weytjens, Dorien Guilliams, Kristien Elsen, Marlies Verbruggen, Eleen Kimps, Lien Haverals, Annelies Menten, Elke Meers Wissels Sint-Truiden: 64' Kimberly Verbist Anne Stulens 71' Dorien Guilliams Esther Oversteyns                                          |
| | |       | | |
| Zaterdag 30 maart 2013, 17:00 uur | Sint-Truiden                                                                                                  | 1 - 0 | Oud-Heverlee Leuven | |
| Stayen, Sint-Truiden Scheidsrechter: Leen Martens Speeldag 7 BeNe League B 2012-13 | Elke Meers 17' Kristien Elsen 73'                                                                             |       | 77' Femke Houben 80' Femke Houben 90' Ella Van Kerkhoven | Opstelling Sint-Truiden: An Wijnants, Kimberly Verbist, Lore Vanschoenwinkel, Nathalie Weytjens, Dorien Guilliams, Kristien Elsen, Marlies Verbruggen, Charlotte Cranshoff, Eleen Kimps, Lien Haverals, Elke Meers Wissels Sint-Truiden: rust Dorien Guilliams Esther Oversteyns 65' Kimberly Verbist Anne Stulens 79' Charlotte Cranshoff Silke Leynen  |
| | |       | | |
| Zaterdag 13 april 2013, 17:00 uur | Sint-Truiden                                                                                                  | 0 - 3 | SC Heerenveen | |
| Jeugdcomplex, Sint-Truiden Scheidsrechter: Marc Smeets Speeldag 8 BeNe League B 2012-13 | |       | 27' Sylvia Woudberg 28' Vivianne Miedema 36' Si Shut Hau 45' Vivianne Miedema 63' Vivianne Miedema 66' Sisca Folkertsma 67' Vivianne Miedema                            | Opstelling Sint-Truiden: An Wijnants, Kimberly Verbist, Lore Vanschoenwinkel, Nathalie Weytjens, Kristien Elsen, Marlies Verbruggen, Charlotte Cranshoff, Eleen Kimps, Lien Haverals, Annelies Menten, Elke Meers Wissels Sint-Truiden: rust Kimberly Verbist Silke Leynen 60' Annelies Menten Dorien Guilliams 60' Lien Haverals Esther Oversteyns      |
| | |       | | |
| Zaterdag 20 april 2013, 14:00 uur | SC Telstar | 2 - 1 | Sint-Truiden | |
| TATA Steelstadion, Velsen-Zuid Scheidsrechter: Ferit Akkaya Speeldag 9 BeNe League B 2012-13 | Amber van der Heijde 2' Kristina Šundov 82'                                                                   |       | 76' Esther Oversteyns 90+2' Esther Oversteyns 90+2' Marlies Verbruggen                                                                                                  | Opstelling Sint-Truiden: An Wijnants, Lore Vanschoenwinkel, Nathalie Weytjens, Dorien Guilliams, Kristien Elsen, Marlies Verbruggen, Charlotte Cranshoff, Eleen Kimps, Lien Haverals, Annelies Menten, Elke Meers Wissels Sint-Truiden: 59' Dorien Guilliams Esther Oversteyns 63' Eleen Kimps Kimberly Verbist 77' Charlotte Cranshoff Silke Leynen     |
| | |       | | |
| Zaterdag 27 april 2013, 17:00 uur | Sint-Truiden                                                                                                  | 4 - 0 | SV Zulte Waregem | |
| Jeugdcomplex, Sint-Truiden Scheidsrechter: Joris Claes Speeldag 10 BeNe League B 2012-13 | Elke Meers 22' Silke Leynen 24' Elke Meers 49' Kristien Elsen 60' Nathalie Weytjens 67'                       |       | | Opstelling Sint-Truiden: An Wijnants, Lore Vanschoenwinkel, Nathalie Weytjens, Kristien Elsen, Marlies Verbruggen, Charlotte Cranshoff, Eleen Kimps, Lien Haverals, Annelies Menten, Elke Meers, Silke Leynen Wissels Sint-Truiden: rust Lien Haverals Anne Stulens rust Annelies Menten Kimberly Verbist 60' Marlies Verbruggen Esther Oversteyns       |
| | |       | | |
| Zaterdag 4 mei 2013, 12:30 uur | Club Brugge                                                                                                   | 1 - 4 | Sint-Truiden | |
| Gemeentelijk Sportcentrum, Aalter Scheidsrechter: Dimitri Bouckeljoen Speeldag 11 BeNe League B 2012-13 | Christine Saelens 13' Lore Dezeure 90'                                                                        |       | 7' Kristien Elsen 12' Kristien Elsen 50' Lien Haverals 70' Kristien Elsen 83' Charlotte Cranshoff 85' Charlotte Cranshoff                                               | Opstelling Sint-Truiden: An Wijnants, Lore Vanschoenwinkel, Nathalie Weytjens, Dorien Guilliams, Kristien Elsen, Marlies Verbruggen, Eleen Kimps, Lien Haverals, Annelies Menten, Elke Meers, Silke Leynen Wissels Sint-Truiden: rust Nathalie Weytjens Esther Oversteyns rust Eleen Kimps Kimberly Verbist 55' Dorien Guilliams Charlotte Cranshoff     |
| | |       | | |
| Vrijdag 10 mei 2013, 19:30 uur | PEC Zwolle | 4 - 1 | Sint-Truiden | |
| IJsseldeltastadion, Zwolle Scheidsrechter: Joachim Will Speeldag 12 BeNe League B 2012-13 | Lisanne Vermeulen 21' Judith Frijlink 36' Marianne van Brummelen 56' Lisanne Vermeulen 62' Jolijn Heuvels 80' |       | 44' Elke Meers 46' Dorien Guilliams | Opstelling Sint-Truiden: An Wijnants, Lore Vanschoenwinkel, Nathalie Weytjens, Kristien Elsen, Marlies Verbruggen, Eleen Kimps, Anne Stulens, Lien Haverals, Annelies Menten, Elke Meers, Silke Leynen Wissels Sint-Truiden: rust Silke Leynen Kimberly Verbist 63' Elke Meers Dorien Guilliams                                                          |
| | |       | | |
| Zaterdag 18 mei 2013, 15:00 uur | Sint-Truiden                                                                                                  | 1 - 7 | FC Utrecht | |
| Stayen, Sint-Truiden Scheidsrechter: Ben Mesotten Speeldag 13 BeNe League B 2012-13 | Marlies Verbruggen 39' Nathalie Weytjens 40' An Wijnants 52'                                                  |       | 18' Tessa Oudejans 20' Tula de Wit 53' Dominique van Wensveen 76' Franca van de Kuilen 80' Tessa Oudejans 85' Kristen Koopmans 88' Kristen Koopmans                     | Opstelling Sint-Truiden: An Wijnants, Kimberly Verbist, Lore Vanschoenwinkel, Nathalie Weytjens, Kristien Elsen, Marlies Verbruggen, Charlotte Cranshoff, Eleen Kimps, Lien Haverals, Annelies Menten, Elke Meers Wissels Sint-Truiden: rust Kimberly Verbist Dorien Guilliams 69' Charlotte Cranshoff Esther Oversteyns 69' Kristien Elsen Silke Leynen |
| | |       | | |
| Zaterdag 25 mei 2013, 15:00 uur | Oud-Heverlee Leuven                                                                                           | 1 - 0 | Sint-Truiden | |
| Stadion Den Dreef, Leuven Scheidsrechter: Nathan Verboomen Speeldag 14 BeNe League B 2012-13 | Sara Yuceil 64'                                                                                               |       | 77' Eleen Kimps 85' Charlotte Cranshoff 87' Silke Leynen | Opstelling Sint-Truiden: Kimberly Verbist, Lore Vanschoenwinkel, Kristien Elsen, Marlies Verbruggen, Charlotte Cranshoff, Eleen Kimps, Anne Stulens, Lien Haverals, Annelies Menten, Elke Meers, Esther Oversteyns Wissels Sint-Truiden: rust Kimberly Verbist Silke Leynen 62' Anne Stulens Dorien Guilliams                                            |

#### Resultaten per speeldag
| Speeldag  | 1 | 2 | 3 | 4 | 5 | 6 | 7  | 8  | 9  | 10 | 11 | 12 | 13 | 14 |
| --------- | - | - | - | - | - | - | -- | -- | -- | -- | -- | -- | -- | -- |
| Resultaat | w | v | w | w | v | v | w  | v  | v  | w  | w  | v  | v  | v  |
| Punten    | 3 | 0 | 6 | 9 | 9 | 9 | 12 | 12 | 12 | 15 | 18 | 18 | 18 | 18 |
| Positie   | 5 | 7 | 2 | 2 | 3 | 4 | 4  | 5  | 5  | 5  | 4  | 4  | 5  | 6  |

#### Klassement
| Pl. | Club                | Gesp. | W  | V  | G | GV | GT | Ptn. | Kwalificatie of degradatie |
| --- | ------------------- | ----- | -- | -- | - | -- | -- | ---- | -------------------------- |
| 1   | SC Telstar          | 14    | 11 | 2  | 1 | 50 | 12 | 34   | Winnaar BeNe League B      |
| 2   | PEC Zwolle          | 14    | 11 | 2  | 1 | 52 | 21 | 34   |                            |
| 3   | SC Heerenveen       | 14    | 9  | 4  | 1 | 42 | 21 | 28   |                            |
| 4   | FC Utrecht          | 14    | 7  | 7  | 0 | 34 | 27 | 21   |                            |
| 5   | Oud-Heverlee Leuven | 14    | 5  | 5  | 4 | 18 | 23 | 19   |                            |
| 6   | Sint-Truiden        | 14    | 6  | 8  | 0 | 28 | 34 | 18   |                            |
| 7   | SV Zulte Waregem    | 14    | 1  | 11 | 2 | 11 | 55 | 5    |                            |
| 8   | Club Brugge         | 14    | 1  | 12 | 1 | 9  | 53 | 4    |                            |

## Beker van België
| | |       |                                         | |
| Woensdag 31 oktober 2012, 20:00 uur | Sint-Truiden | 7 - 1 | RAEC Bergen                             | |
| Jeugdcomplex, Sint-Truiden Scheidsrechter: Kristof Mollu 1/16de finales Beker van België 2012-13 | Elke Meers 12' Elke Meers 16' Elke Meers 38' Marlies Verbruggen (pen.) 52' Kristien Elsen 68' Esther Oversteyns 72' Dorien Guilliams 88' |       | 62' Elodie Pollet 70' Virginie Huvelle  | Opstelling Sint-Truiden: An Wijnants, Lore Vanschoenwinkel, Nathalie Weytjens, Kristien Elsen, Marlies Verbruggen, Eleen Kimps, Lien Haverals, Annelies Menten, Elke Meers, Esther Oversteyns, Silke Leynen Wissels Sint-Truiden: 75' Esther Oversteyns Dorien Guilliams 87' Eleen Kimps Anne Stulens                                                   |
| | |       |                                         | |
| Zaterdag 1 december 2012, 17:00 uur | Sint-Truiden | 9 - 0 | DV Zonhoven                             | |
| Jeugdcomplex, Sint-Truiden Scheidsrechter: José Arnols 1/8ste finales Beker van België 2012-13 | Silke Leynen 20' Esther Oversteyns 46' Elke Meers 48' Elke Meers 54' Elke Meers 61' Eleen Kimps 82' Esther Oversteyns 83' Elke Meers 86' |       | 64' (own) Febe Nulens                   | Opstelling Sint-Truiden: An Wijnants, Eleen Kimps, Lore Vanschoenwinkel, Nathalie Weytjens, Anne Stulens, Marlies Verbruggen, Annelies Menten, Elke Meers, Kristien Elsen, Charlotte Cranshoff, Silke Leynen Wissels Sint-Truiden: rust Anne Stulens Lien Haverals rust Charlotte Cranshoff Dorien Guilliams rust Silke Leynen Esther Oversteyns        |
| | |       |                                         | |
| Zaterdag 12 januari 2013, 14:30 uur | Club Brugge | 0 - 0 | Sint-Truiden                            | |
| Gemeentelijk Sportcentrum, Aalter Scheidsrechter: Stijn Taveirne Heenwedstrijd kwartfinales Beker van België 2012-13 | |       | 32' Annelies Menten 60' Annelies Menten | Opstelling Sint-Truiden: An Wijnants, Lore Vanschoenwinkel, Nathalie Weytjens, Kristien Elsen, Marlies Verbruggen, Eleen Kimps, Lien Haverals, Annelies Menten, Elke Meers, Inge Heiremans, Charlotte Cranshoff Wissels Sint-Truiden: rust Lien Haverals Anne Stulens 65' Charlotte Cranshoff Dorien Guilliams 82' Marlies Verbruggen Esther Oversteyns |
| | |       |                                         | |
| Zaterdag 16 februari 2013, 15:00 uur | Sint-Truiden | 1 - 1 | Club Brugge                             | |
| Stayen, Sint-Truiden Scheidsrechter: Brahim Chtouki Terugwedstrijd kwartfinales Beker van België 2012-13 Opmerking: deze wedstrijd stond gepland op zaterdag 19 januari 2013, maar werd uitgesteld door de slechte weersomstandigheden. | Charlotte Cranshoff 37' |       | 76' Nicky Van den Abeele                | Opstelling Sint-Truiden: An Wijnants, Lore Vanschoenwinkel, Nathalie Weytjens, Silke Leynen, Marlies Verbruggen, Eleen Kimps, Kimberly Verbist, Kimberly Verbist, Elke Meers, Inge Heiremans, Charlotte Cranshoff Wissels Sint-Truiden: 55' Silke Leynen Anne Stulens 70' Dorien Guilliams Kristien Elsen 80' Kimberly Verbist Sabrina Broos            |

 Red: Anderlecht · Beerschot · Club Brugge · Lierse SK · OHL · Sint-Truidense VV · Standard · Zulte Waregem
 Orange: ADO Den Haag · Ajax · PSV/FC Eindhoven · sc Heerenveen · SC Telstar VVNH · FC Twente · FC Utrecht · PEC Zwolle
2012/13 ·
2013/14 ·
2014/15